# Jaap van der Veen/Teylers Museum Prize for the Contemporary Art Medal

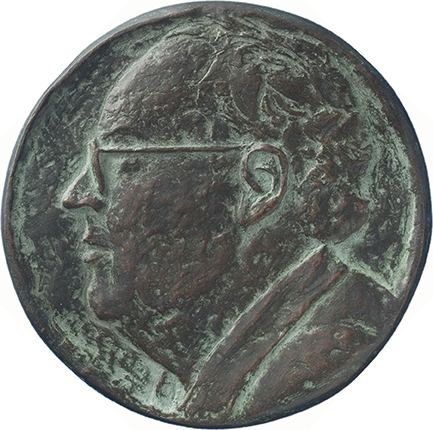
Jaap van der Veen (1947-2022), penningverzamelaar en filantroop, op een portretpenning door Carla Klein

De Jaap van der Veen/Teylers Museum Prize for the Contemporary Art Medal is een Nederlandse prijs voor penningmakers. 

## Geschiedenis
De Jaap van der Veen prijs werd ingesteld in 2012 als initiatief van de numismaat en penningliefhebber Jaap van der Veen (1947-2022), in samenwerking met Teylers Museum. De prijs dient ter ondersteuning en aanmoediging van penningmakers die zich in het midden van hun carrière bevinden. Daarmee vult de prijs een gat tussen diverse kleine en grotere prijzen voor jong, aanstormend talent en de J. Sanford Saltus Medal Award voor het oeuvre van een kunstenaar.
De Jaap van der Veen prijs wordt vijfjaarlijks uitgereikt. De prijs bestaat uit een geldbedrag van € 10.000, een tentoonstelling in het Teylers Museum en een publicatie over het werk van de kunstenaar.

## Prijswinnaars
- 2012 – Otakar Dušek uit Tsjechië[3]
- 2017 – Tetsuji Seta uit Japan[4]
- 2022 – Sebastian Mikołajczak uit Polen[5]

## Uitgebrachte publicaties als onderdeel van de prijs
- Dušek, Otakar, Hans den Hartog Jager & Jan Pelsdonk (editor) (2012) Designing History. Arth through the eyes of Otakar Dušek (Haarlem).
- Hartog Jager, Hans den, Tetsuji Seta [& Jan Pelsdonk (editor)] (2017) Parallel Worlds. Art Medals by Tetsuji Seta (Haarlem).
- Hartog Jager, Hans den, Sebastian Mikołajczak, Marjan Scharloo & Jan Pelsdonk (editor) (2023) The world and its People. Art Medals by Sebastian Mikołajczak (Haarlem).